# Chiesa di Santa Rita in Ronco
La chiesa di Santa Rita in Ronco è una delle parrocchie della diocesi di Forlì-Bertinoro, appartenente al quartiere Ronco.

## Storia
La zona in cui nasce la chiesa è interessata da una forte crescita urbana e demografica negli anni '60 del Novecento e dunque si evidenzia la necessità di creare una nuova parrocchia, che viene istituita nel 1960 da monsignor Giuseppe Bonacini, vescovo di Bertinoro. Il primo parroco nominato è don Pietro Mario Casadei. Precedentemente le funzioni per la comunità venivano celebrate la cappellano della caserma militare Edoardo de Gennaro, collocata in viale Roma in un oratorio, sempre dedicato a Santa Rita. L'oratorio si trovava in via Antonio Balducci, ma viene venduto insieme con il terreno per ricavare fondi atti a comprare la zona in cui poi sorgerà la chiesa. Viene demolito nel 1977.
Il 25 dicembre 1964 viene posta la prima pietra per la costruzione della chiesa, che viene ultimata nel 1968 e consacrata il 4 maggio di quell'anno.
Nel tempo alla chiesa si sono aggiunti locali per le attività parrocchiali o anche per radunare un più vasto pubblico, come il Teatro Sauro Novelli, costruito nel 1977.
La devozione a Santa Rita è presente nella città di Forlì anche nella chiesa di Sant'Antonio Abate in Ravaldino, dove si trova una cappella a lei dedicata. La festa ricorre il 22 maggio e per l'occasione si svolgono celebrazioni solenni nella chiesa.

## Descrizione
L'esterno presenta una facciata semplice a capanna che presenta la particolarità di essere asimmetrica, con il lato sinistro più lungo rispetto all'altro. All'interno questa asimmetria viene corretta dalla presenza di pilastri che isolano una sorta di navata accessoria a sinistra, ricostituendo, mediante la forma con una punta centrale della scansione del soffitto, l'idea di una costruzione regolare. Nella facciata sono presenti numerosi elementi che danno un senso di dinamismo, come il reticolo di mattoni, l'elemento sporgente, la citata asimmetria, la croce elaborata, gli elementi sovrapposti in legno dipinto con la M, la croce e la scritta Totus tuus ego sum.
L'interno è illuminato da una grande apertura sulla parete di fondo coperta da una grata. I muri sono bianchi con elementi decorativi nel soffitto grigi che profilano la croce centrale simulando un'emanazione di essa. Sulla destra si trovano sei riquadri che illustrano la vita di Santa Rita, realizzati nel 1990 dall'artista forlivese Franco Vignazia con il suo tipico stile fumettistico e colorato, applicato a Forlì in altre chiese, in particolare in San Giuseppe Artigiano e in San Giovanni Battista di Coriano (nella chiesa nuova).